# Lemnos
Lemnos ou Límnos (en grec ancien : Λῆμνος, en grec moderne : Λήμνος) est une île grecque du nord-est de la mer Égée, située entre la péninsule du mont Athos à l'ouest, les îles de Thasos et Samothrace au nord, les îles turques de Gökçeada (Imvros) et Bozcaada (Ténédos) à l'est, Lesbos au sud-est, Ágios Efstrátios et les Sporades au sud-ouest. Elle forme un dème (municipalité) et un district régional de la périphérie d'Égée-Septentrionale. Avant la réforme Kallikratis (2010), elle était rattachée au nome de Lesbos.
Sa superficie est de 478 km2, et sa population d'environ 17 000 habitants. Elle culmine à 470 m d’altitude.
Lemnos abrite une base militaire aérienne, installée par les Français pendant la Première Guerre mondiale.

## Géographie

Carte de Lemnos.

Le port et principale ville de l'île est Myrina (Μύρινα, 5 100 h.), sur la côte ouest. Le commerce avec le continent se fait à partir de ce port. Les principales ressources de l'île proviennent de l'agriculture (fruits : vigne, amandes, figues, melons, pastèques, tomates, courges , citrouilles et olives, ainsi que des céréales : blé, orge, sésame). Les collines offrent de bons pâturages pour les chèvres et les moutons, et l'île est réputée pour sa production de fromage (feta notamment) et de yaourts. Durant l'époque byzantine, Lemnos était l'un des greniers de Constantinople. C'est une île plutôt plate, sablonneuse, avec plus de 30 plages de sable, mais l'Ouest, et plus spécialement le Nord-Ouest, présente des collines recouvertes de garrigue, dont celle de Skopia qui culmine à 430 m.
Les émanations volcaniques et les lacs salés sentant le sulfure d'hydrogène ont peut-être inspiré les mythes d'Héphaïstos, d'Hypsipyle et de Philoctète, voire le culte des Cabires dont des sanctuaires se trouvaient dans l'île.
Les chefs-lieux de l'île sont Myrina, sur la côte Ouest et Moudros sur le côté est de la large baie dominant le centre de l'île. Myrina (aussi appelée Kastro, le « Château ») possède un grand port, récemment agrandi par l'ajout d'une digue à l'ouest. C'est le point le plus important pour le commerce de l'île. Les collines offrent des pâturages et Lemnos a une très importante tradition agricole, étant reconnue pour son fameux Kalathaki Limnou (AOP), fromage blanc à partir de lait de chèvre et de mouton. Les principales céréales sont le blé, l'orge et le sésame. L'île produit aussi du miel de thym, mais, comme c'est le cas de beaucoup de produits locaux en Grèce, la production est entièrement absorbée par le marché local. Les grappes de muscat poussent à l'état sauvage et sont utilisées pour produire un vin de table sec et très parfumé. Depuis 1985 la variété et la qualité des vins de Lemnos a considérablement augmenté.

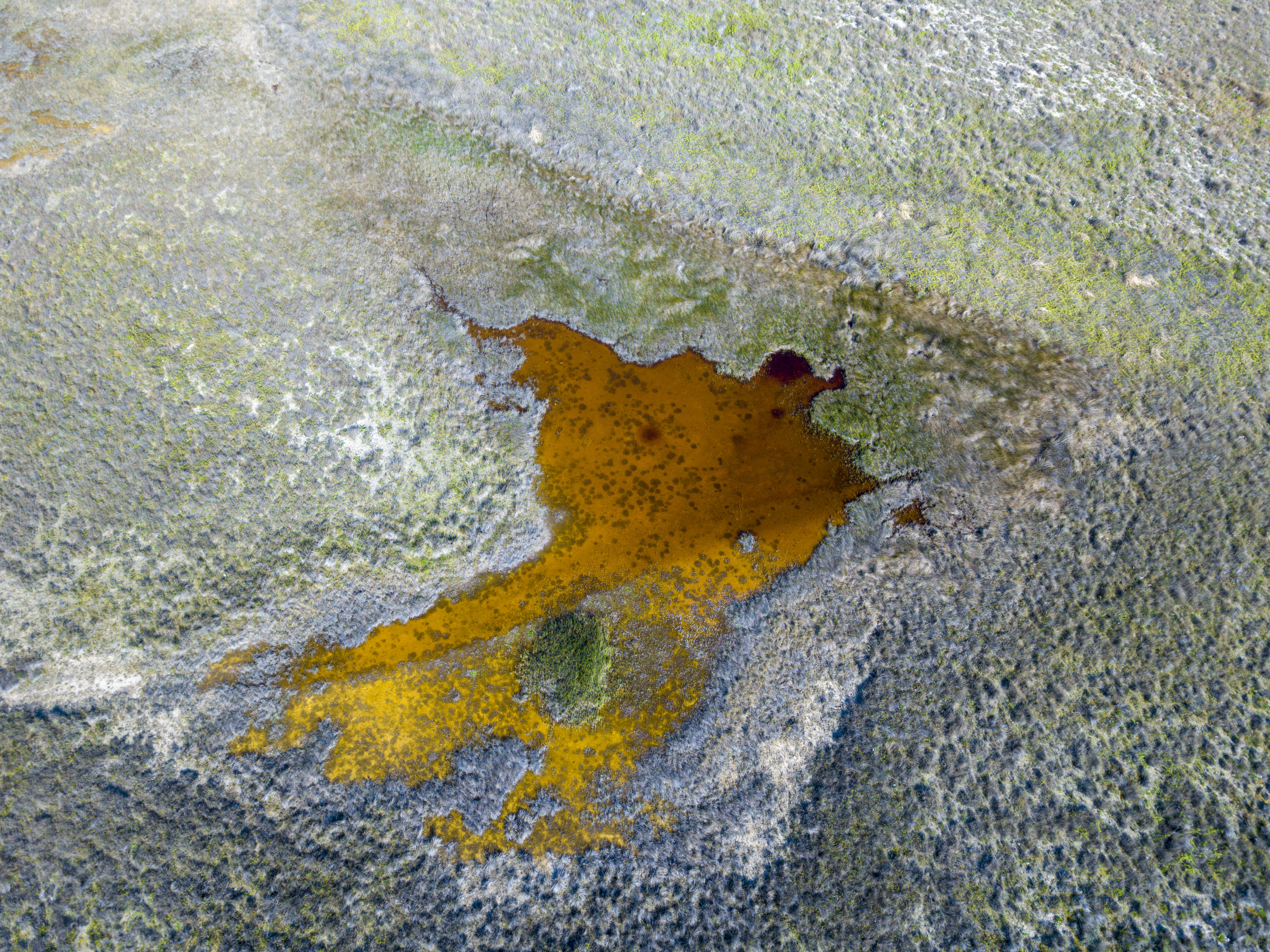
Vue aérienne d'un lac salé à Lemnos (avril 2019).
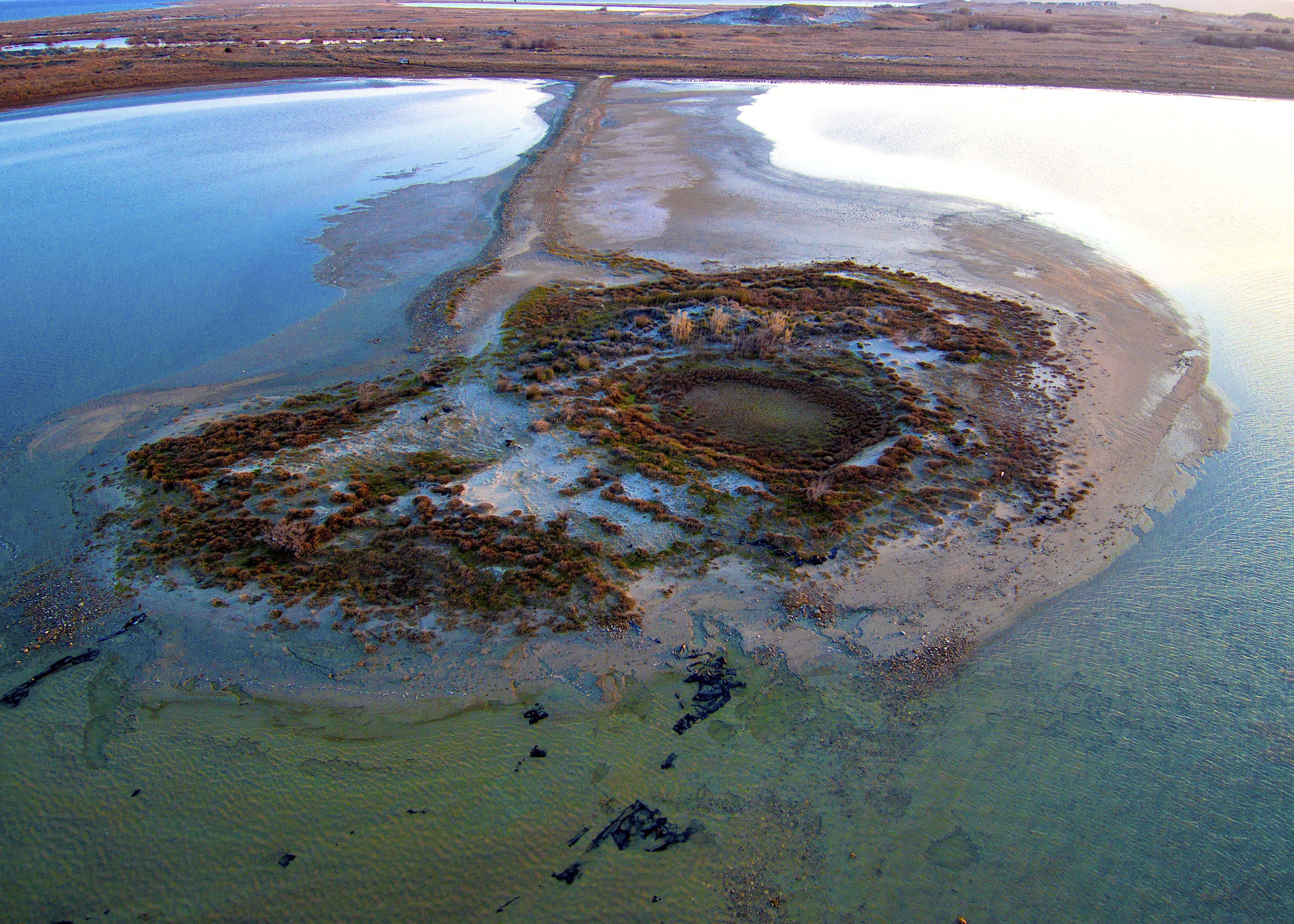
Le même, en une autre saison.
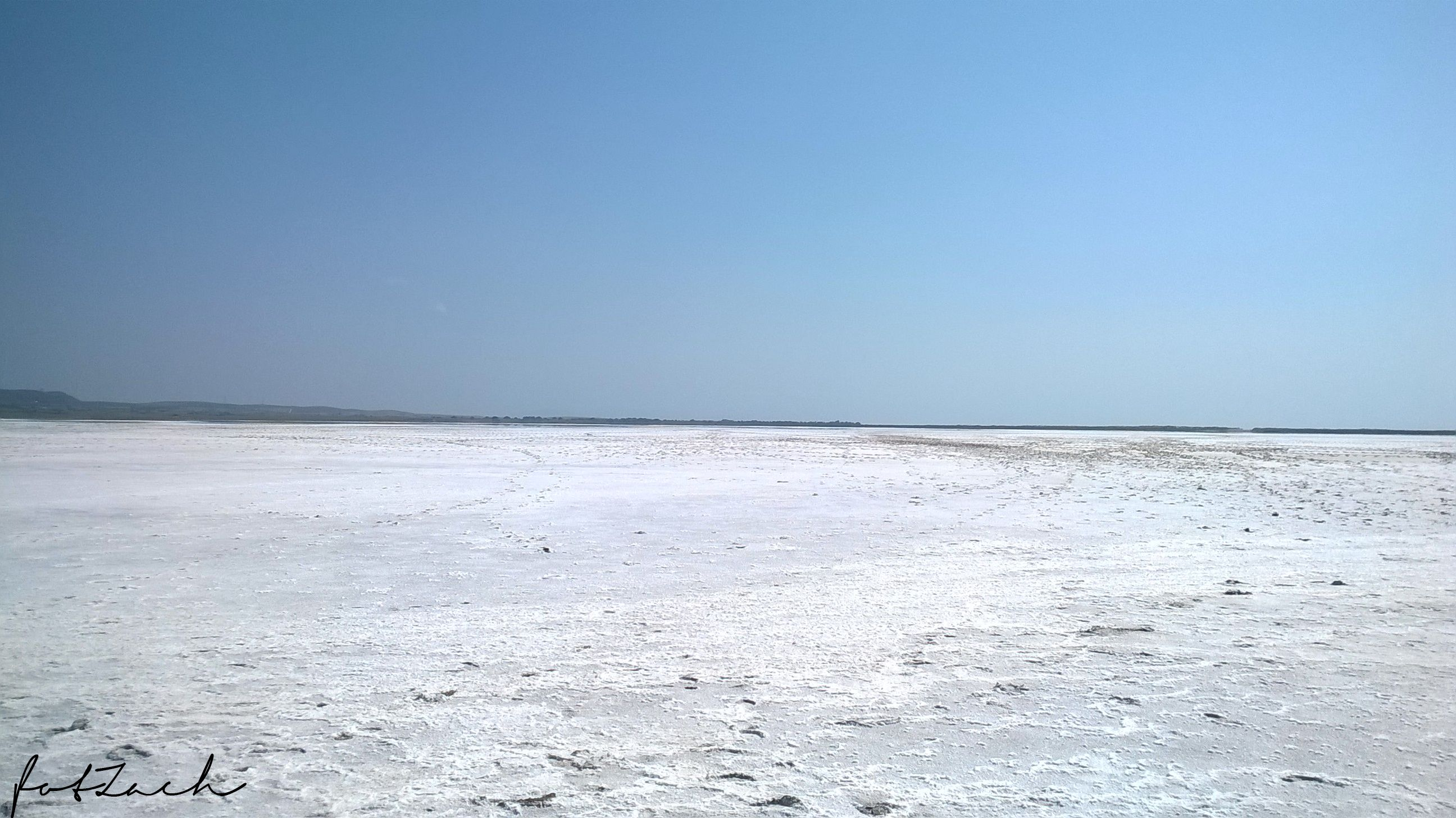
Autre lac salé.
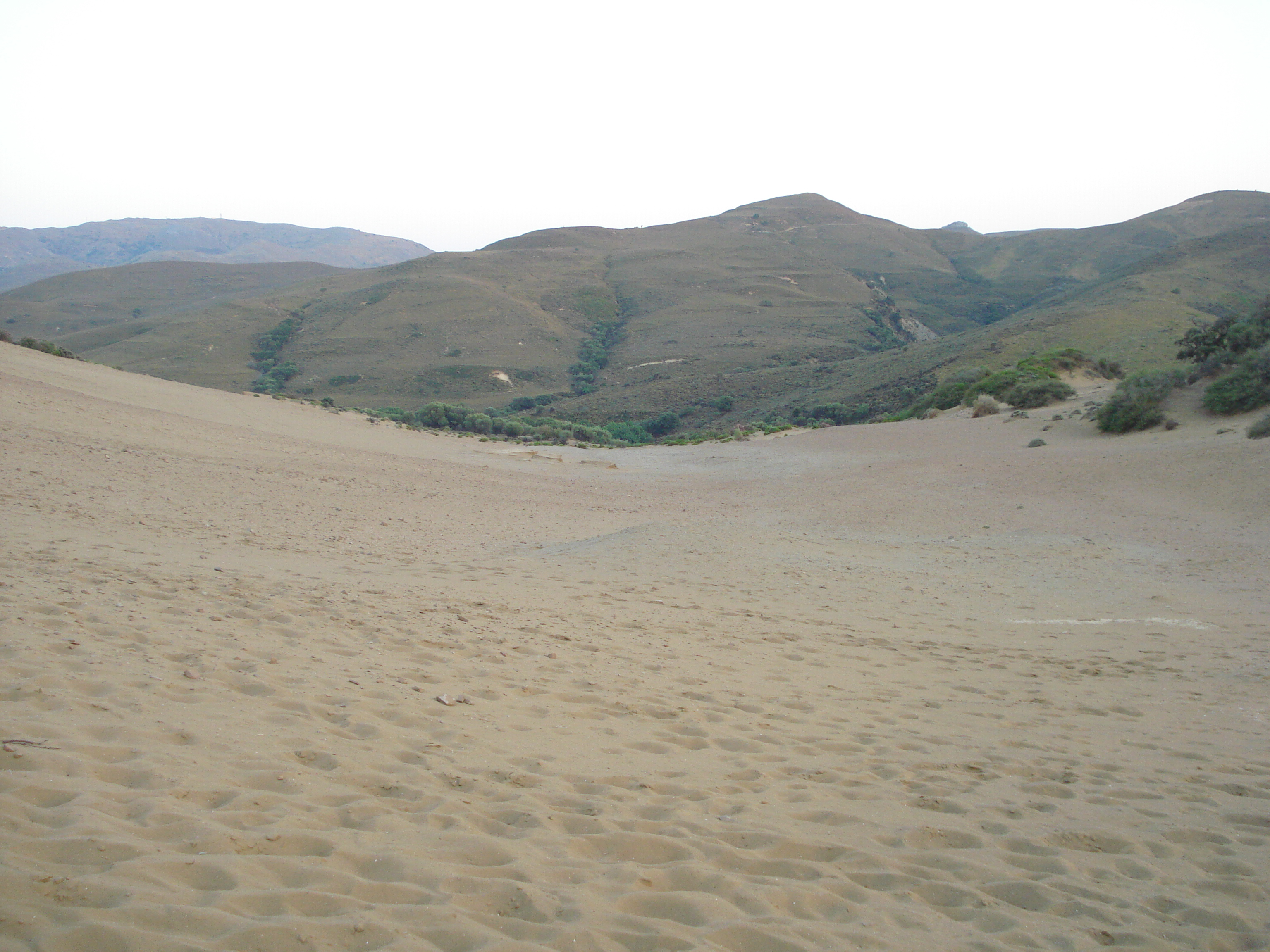
Le désert de Lemnos.
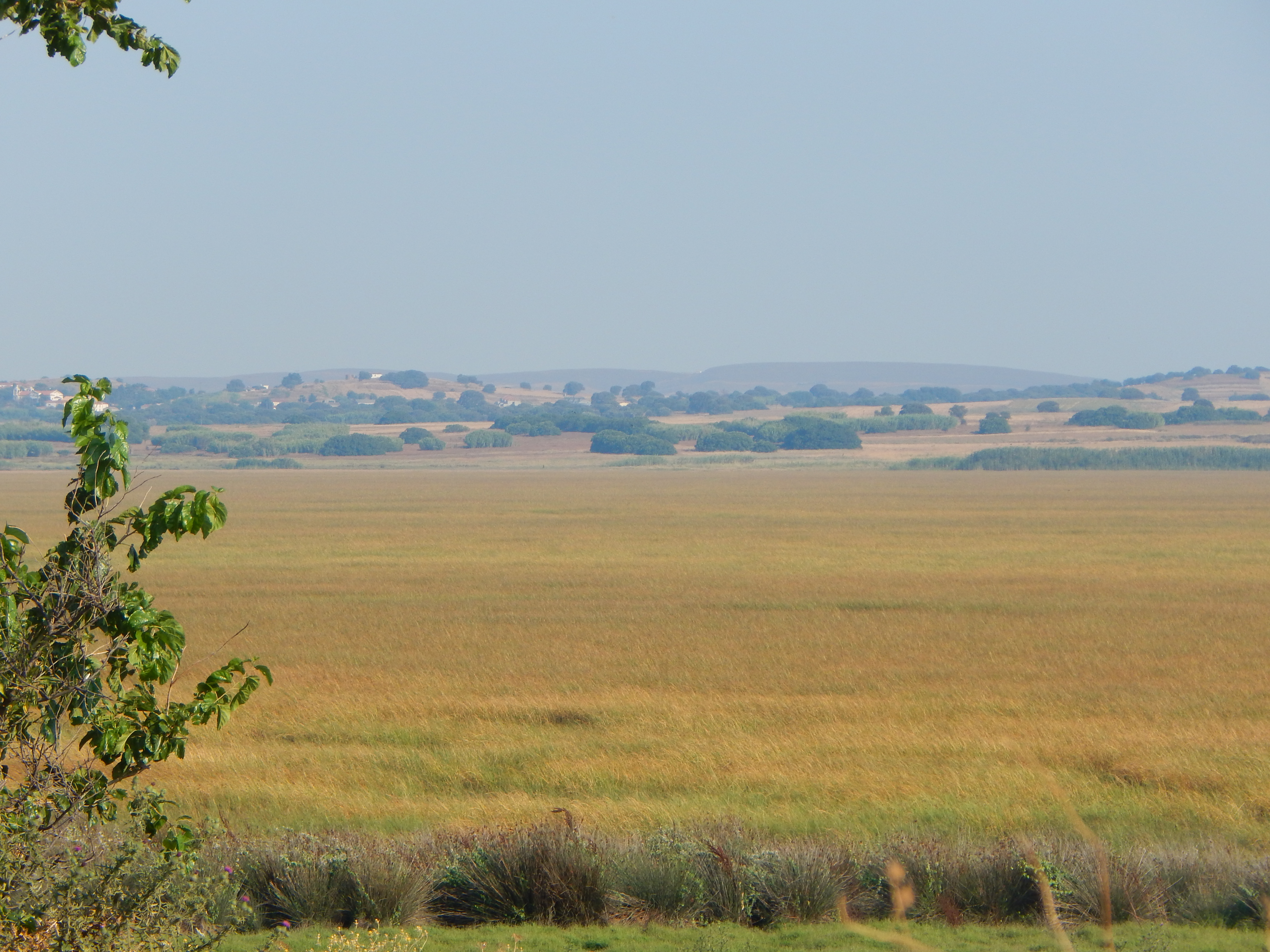
Champ de céréales battu par les vents à Lemnos.

### Climat
Le climat à Lemnos est méditerranéen avec des hivers généralement doux, mais il y a occasionnellement des chutes de neige. Les vents violents sont l'une des caractéristiques de l'île, tout particulièrement en août et en hiver, d'où son surnom homérique d'île « chevauchée par le vent » (en grec, Ανεμόεσσα - Anémoessa). La température est très souvent plus fraîche que celle d'Athènes de 2 à 5 °C, surtout en été.

### Dèmes

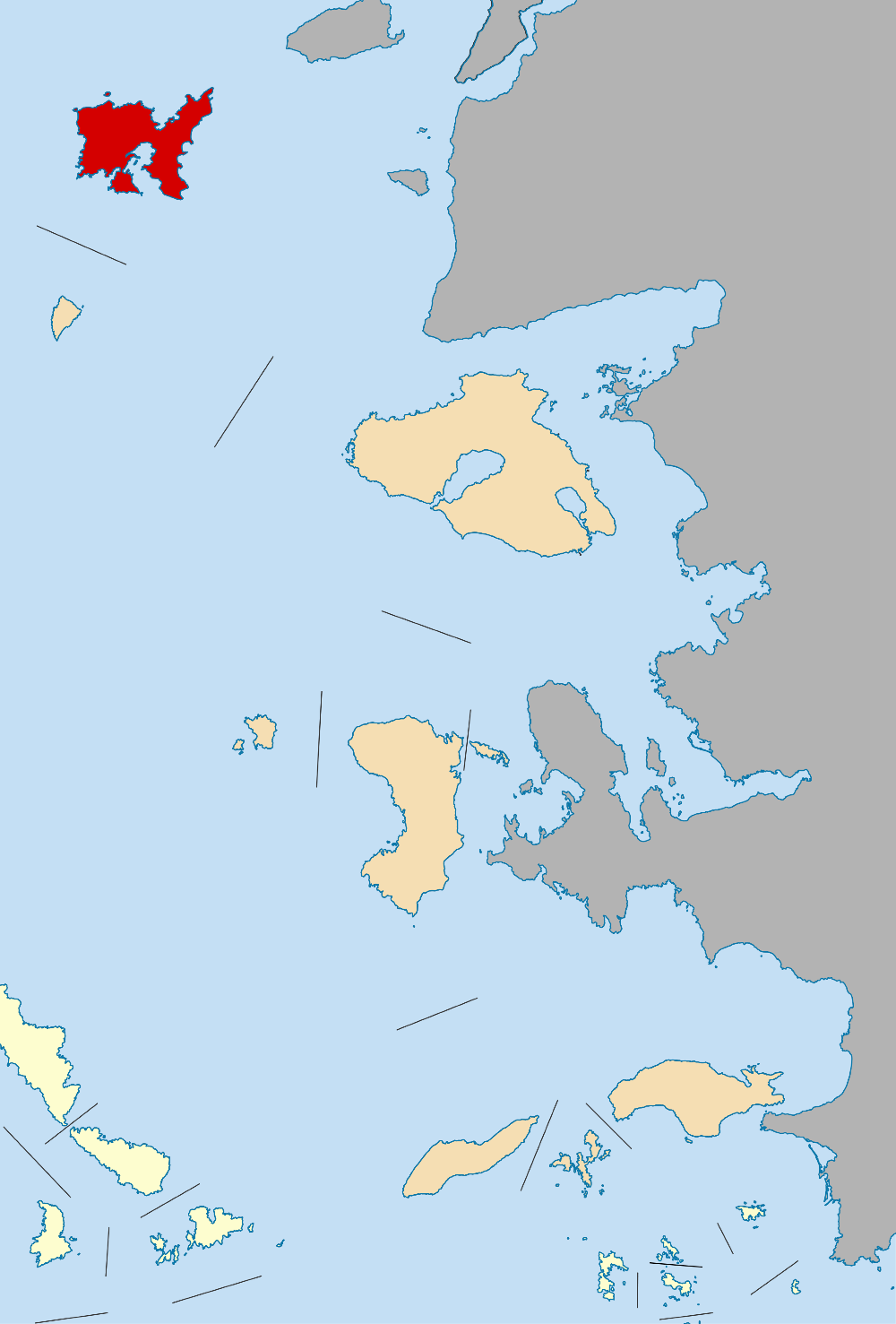
Le dème, de Lemnos depuis la réforme Kallikratis (2010).

Le district régional de Lemnos compte deux dèmes (communes) : Lemnos et Ágios Efstrátios.
L'île de Lemnos comptait avant la réforme Kallikratis (2010) quatre dèmes, qui sont aujourd'hui devenus les districts municipaux d'Atsiki, Moudros, Myrina et Nea Koutali.

## Mythologie
Dans la mythologie grecque, Lemnos était l'une des résidences d'Héphaïstos : son palais et ses forges étaient situées dans le Mosychlos, volcan endormi. Selon Homère, le dieu forgeron, expulsé de l'Olympe par Zeus pour avoir voulu s'interposer dans une dispute entre Héra et lui, vécut par la suite à Lemnos, où la population locale, les Sintiens, lui bâtit un temple aux pieds du Mosychlos. Aux temps héroïques et classiques, le nom de la ville principale de l'île, consacrée à Héphaïstos, était Héphaïstia.
Thoas, fils d'Ariane et de Dionysos, beau-père de Jason, est roi de Lemnos. Au cours de leur voyage vers la Colchide, les Argonautes trouvent l'île gouvernée par la reine Hypsipyle et peuplée uniquement de femmes. Celles-ci, affligées d'une odeur pestilentielle par la déesse Aphrodite pour avoir négligé son culte, furent abandonnées par les hommes de l'île qu'elles finirent, dans leur dépit, par exterminer. En dépit de la pestilence, quelques Argonautes s'unirent avec ces femmes qui donnèrent naissance au peuple des Minyens, ultérieurement chassés de l'île par les Pélasges.
En route vers Troie, l'île était une étape entre la Grèce et la côte asiatique : Eunée, roi de l'île, offre à Agamemnon et Ménélas de nombreux présents ; Eunée leur offre entre autres beaucoup de vin, que les Grecs apprécient fortement : il devient ainsi leur fournisseur officiel de vins, trafic fructueux. Contre un cratère sidonien, Achille vend le fils du roi Priam Lycaon, son captif ; ce cratère est ensuite offert par Eunée à Patrocle et devient un des prix de ses jeux funèbres.
On peut toujours voir à Lemnos la grotte dite « de Philoctète », fameux compagnon d'Héraklès censé y avoir résidé lorsque les Grecs, en route pour la guerre de Troie, lui demandèrent de leur remettre les flèches d'Héraclès, car l'oracle de Delphes leur avait dit qu'ils en auraient besoin pour prendre la ville. Philoctète ne voulut ni violer son serment, ni priver les Grecs de l'avantage que ces flèches pourraient leur procurer, alors il désigna avec son pied l'endroit où il avait inhumé Héraclès et ses armes. L'une des flèches hérakléennes perça le pied avec lequel il avait montré le lieu de la sépulture : il s'y forma un ulcère qui répandit une odeur fétide, et il souffrit pendant dix ans des maux de l'empoisonnement.

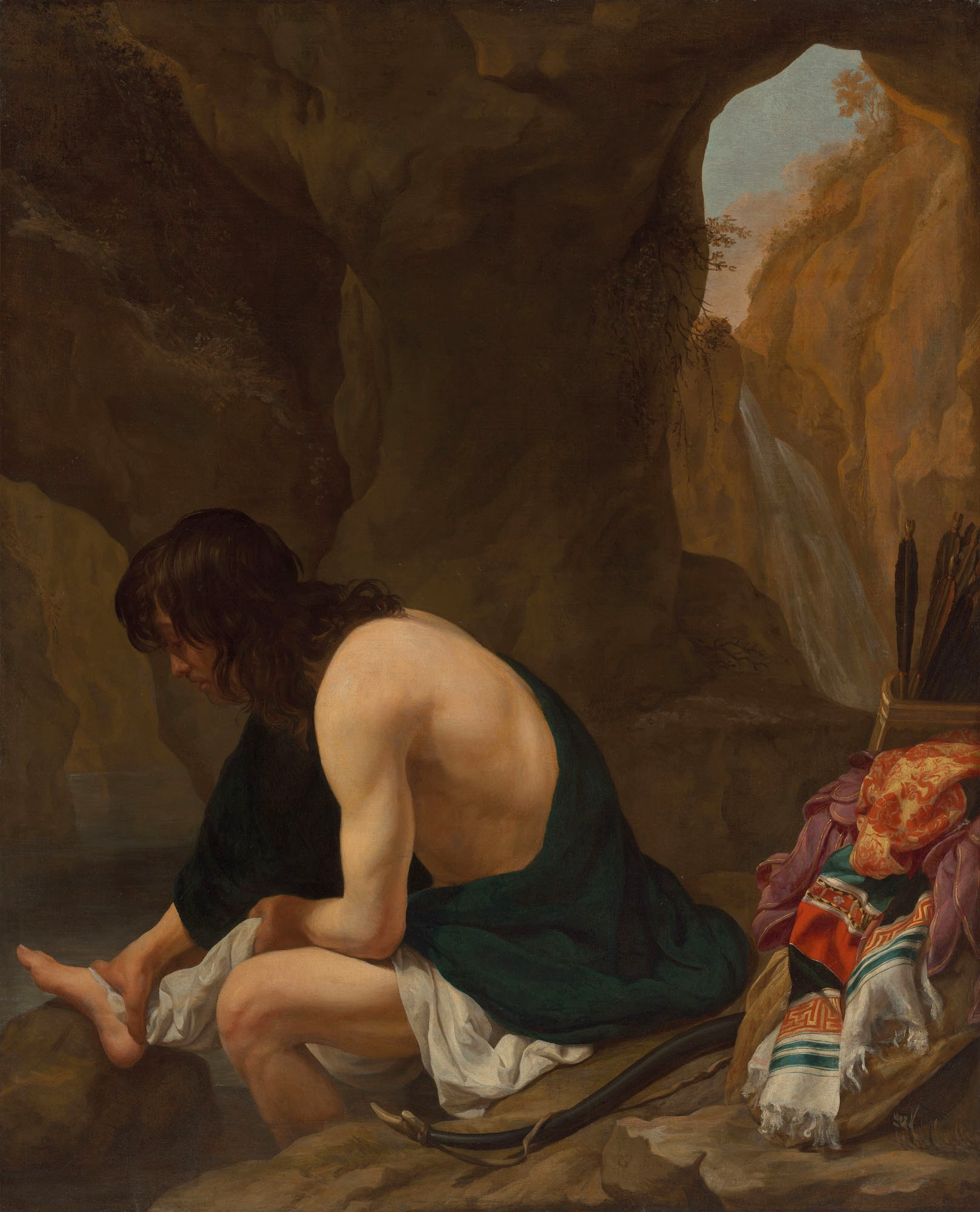
Gerard Francksz van der Kuijl, 1647, Philoctète à Lemnos.

Les Grecs le quittèrent mais plus tard, Ulysse, Diomède et Néoptolème fils d'Achille, revinrent chercher Philoctète qui se transforma en héros providentiel, puisque c'est grâce à lui et à son arc que Troie fut enfin prise. Aussitôt arrivé dans le camp des Grecs, Philoctète fut provoqué en combat singulier par Pâris qu'il blessa mortellement avec une flèche hérakléenne. Après la prise de Troie, Philoctète alla en Calabre où il bâtit la ville de Pétilie. Finalement guéri par les soins de Machaon, il devint l'un des Argonautes. Ses aventures ont inspiré à Sophocle la tragédie Philoctète.

## Histoire

### Préhistoire
En juin 2009, une équipe d'archéologues grecs, italiens et américains, a mis au jour le plus ancien habitat humain connu de l'Égée : il abritait au XIIe millénaire av. J.-C. des chasseurs-cueilleurs et pêcheurs. Il s'agit du site d'Ouriakos sur la côte de Fyssini, près de Moudros. Lemnos est connue pour ses importants sites préhistoriques, principalement celui de Poliochni, habité en continuité du Ve au IIe millénaire av. J.-C..

### Antiquité et Moyen Âge
Límnos est peuplée par des Grecs d'origine éolienne venus du continent au XIe siècle av. J.-C. On trouve à Límnos plusieurs sites archéologiques, dont le sanctuaire des Cabires, un culte à mystères où étaient vénérés les Grands Dieux jusqu'à ce que celui de Samothrace prenne le relais. Par la suite, elle devient vassale de Lesbos, intègre la ligue de Délos sous l'hégémonie athénienne, puis devient possession macédonienne et ensuite romaine, avant de rejoindre la civilisation byzantine en adoptant le christianisme. Selon le voyageur français Pierre Belon (XVIe siècle), le soir du solstice d'été, l'ombre du Mont Athos distant de 70 km s'étend jusqu'à Myrina où, selon les auteurs antiques, on avait élevé dans l'Antiquité la statue d'un bœuf de bronze. Plutarque cite à ce propos un vers (̉Άθως καλύψει πλευρά Λημνίας βοός : « l'ombre de l'Athos enveloppera le flanc du bœuf de Lemnos »), devenu proverbial pour évoquer ceux qui, par leur jalousie et leurs calomnies, dénigrent les mérites des autres. À propos de la péninsule de l'Athos, Hérodote précise que ce sont des Pélasges de Lemnos qui l'ont peuplée et y ont élevé cinq localités : Sane, Cléone, Thyssos, Olophyxos et Akrothoon. Strabon mentionne pour sa part les villes de Dion et d'Akrothoon.
Lemnos subit diverses invasions : perse lors des guerres médiques, sarrasine au VIIIe siècle, puis occidentale en 1204, lorsqu'elle devient le fief de la famille vénitienne Navigaioso, vassale de l'Empire latin de Constantinople. Elle est délivrée vers 1280 par Licarios pour le compte de l'Empire romain d'Orient restauré des Paléologues, mais finit conquise par les Ottomans en 1456. Après une nouvelle courte occupation vénitienne en 1464 au cours de la guerre vénéto-ottomane l'île retombe aux mains des Turcs en 1478 et y reste jusqu'en 1912.

### Époque contemporaine

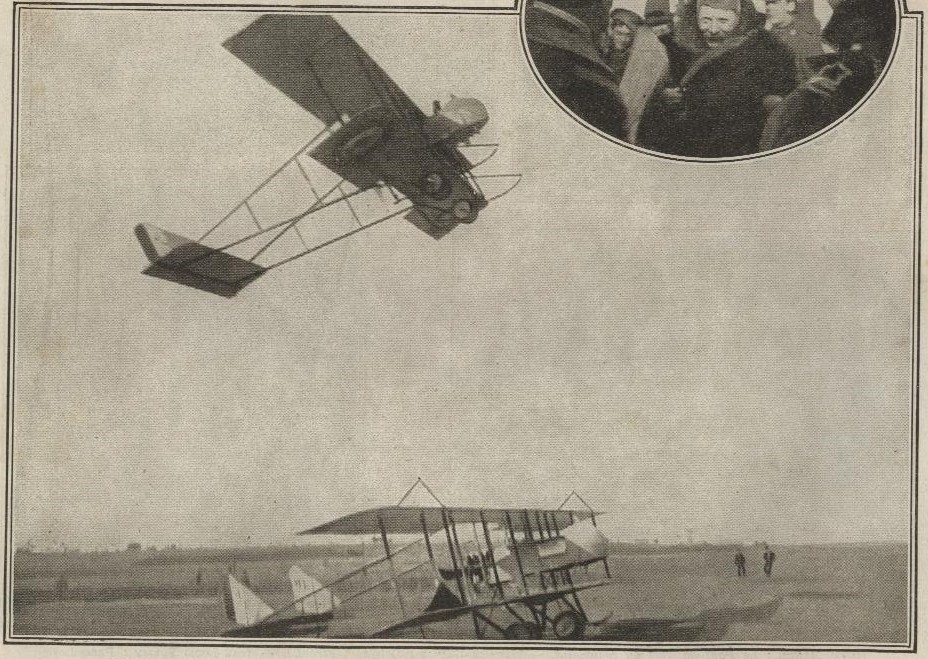
Le général français Charles Baumann (en médaillon) s'envolant de Boudros sur Farman MF.11 pour atterrir à Lemnos en 1916.

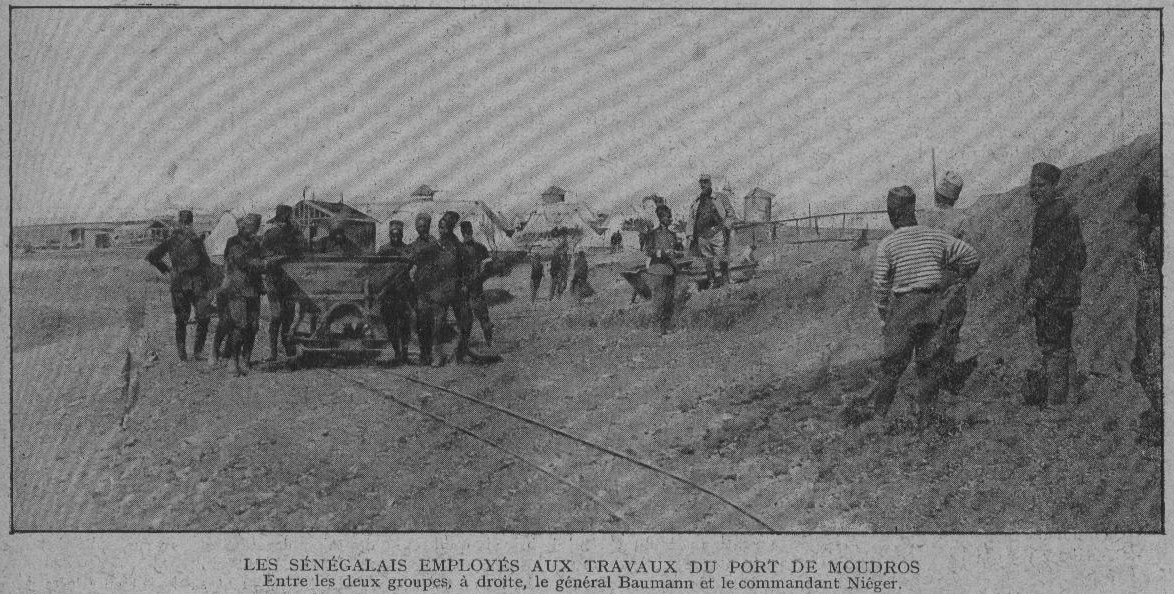
Le général Baumann et le commandant Niéger surveillant l'aménagement de l'aérodrome de l'île en 1915.

Durant la guerre russo-turque de 1806-1812, l'amiral russe Dmitri Seniavine gagne la bataille d'Athos au large des côtes de l'île, qui est rattachée à la Grèce en 1912 durant la première guerre balkanique. Une nouvelle bataille navale, la Bataille de Lemnos, a lieu durant cette guerre au large des côtes Lemniotes : la flotte grecque, commandée par l'amiral Pavlos Koundouriotis, remporte une victoire décisive contre la flotte ottomane, qui doit se replier dans les Dardanelles dont elle ne ressort plus pendant cette guerre.
Durant la Première Guerre mondiale, les Alliés utilisent l'île comme base arrière pour essayer de prendre le détroit des Dardanelles, à quelque 50 kilomètres de là. Les opérations effectuées en 1915 engagent principalement des troupes britanniques, et le port de Moudros est placé sous le contrôle de l'amiral Rosslyn Wemyss, qui le fait agrandir pour accueillir les navires de guerre de la Royal Navy, mais l'île manque des infrastructures nécessaires aux soldats et d'eau. Les troupes destinées à prendre Gallipoli doivent donc s'entraîner en Égypte avant d'être convoyées en mer Égée. Face à la défense turque, cette campagne échoue à la fin de l'année 1915 et l'importance de Moudros décroît, mais le port reste une base alliée pendant la guerre pour bloquer les Dardanelles. Les Français l'utilisent comme base arrière pour la flotte de Méditerranée, comme lieu d'hospitalisation et comme base aérienne commandée par le général Charles Baumann. À la fin du mois d'octobre 1918, l'armistice entre les Alliés et l'Empire ottoman est signé à Moudros.
Après la victoire de l'Armée rouge sur l'armée blanche du général Wrangel pendant la guerre civile russe, 35 000 Cosaques du Kouban et du Don fuient la Russie et plus de 21 000 d'entre eux sont internés à Lemnos par l'armée française à partir de novembre 1920, dans plusieurs camps autour de Moudros. Ils sont dispersés au cours de l'année 1921 vers la Serbie, la Bulgarie, la Grèce et la France, mais plusieurs milliers, ignorant la déportation qui les y attend, acceptent de retourner en Russie devenue soviétique : le dernier camp de réfugiés cosaques de Lemnos ferme en juin 1921.
Entre avril 1941 et septembre 1944, Lemnos est occupée par les marins du Troisième Reich nazi.
Fin novembre 2024 (notamment le samedi 30), l'île est frappée par la tempête Bora qui provoque de dramatiques inondations et cause la mort de deux personnes 

## Dans la culture contemporaine
L'île de Lemnos a été reproduite dans le jeu vidéo ARMA III sorti en 2013. Le nom de l'île ainsi que ceux des villes et lieux-dits ont été modifiés pour empêcher tous reproches politiques aux développeurs. Altis, l'île fictive, est 15% plus petite que Lemnos, et certains lacs à l'est de l'île sont absents du jeu qui se déroule en 2035. Dans ce jeu, Altis est devenu un État indépendant occupé par le passé par l'empire britannique colonial comprenant les îles d'Altis et Stratis (Lemnos et Ágios Efstrátios). Les Forces Armées d'Altis (AAF en version originale) affrontent les forces de l'OTAN et la faction CSAT (Canton Protocol Strategic Alliance Treaty), des forces iraniennes alliées aux pays ayant signé le traité : l'Égypte, la Syrie ou la Chine ainsi que des pays d'Afrique du nord entre-autres.